# Lijst van voetbalinterlands El Salvador - Gemenebest van Onafhankelijke Staten
Deze lijst van voetbalinterlands is een overzicht van alle officiële voetbalwedstrijden tussen de nationale teams van El Salvador en het Gemenebest van Onafhankelijke Staten (GOS). De landen speelden een keer tegen elkaar. Dat was een vriendschappelijke wedstrijd op 29 januari 1992 in San Salvador.

## Wedstrijden
| № | Plaats       | Datum           | Competitie        | Wedstrijd         | Uitslag |
| - | ------------ | --------------- | ----------------- | ----------------- | ------- |
| 1 | San Salvador | 29 januari 1992 | Vriendschappelijk | El Salvador − GOS | 0 − 3   |

## Samenvatting
| Competitie        | Totaal gespeeld | Winst El Salvador | Gelijk | Winst GOS | Doelsaldo El Salvador – GOS |
| ----------------- | --------------- | ----------------- | ------ | --------- | --------------------------- |
| Vriendschappelijk | 1               | 0                 | 0      | 1         | 0 − 3                       |
| Totaal            | 1               | 0                 | 0      | 1         | 0 − 3                       |

Wedstrijden bepaald door strafschoppen worden, in lijn met de FIFA, als een gelijkspel gerekend.